# 秋田ふるさと村
秋田ふるさと村（あきたふるさとむら）は、秋田県横手市にある秋田県立のテーマパーク。愛称はKamakuland（かまくらんど）。正式名称は秋田県ふるさと村。
秋田県の魅力を紹介するテーマパークで、秋田県立近代美術館、プラネタリウム、トリックアートなどのアミューズメントのほか、名産品・特産物の展示・販売、工芸品の制作実演の見学や、実際に体験できる工房もある。

## 沿革

### 開村に至るまで
自治省による「ふるさとづくり特別対策事業」を活用したいくつかの県の事業の内、最大規模のプロジェクトとなるのがこの秋田ふるさと村の建設であった。このプロジェクトは、横手市・大館市・協和町（現・大仙市）・西目町（現・由利本荘市）の市町が誘致合戦を繰り広げたが、最終的に協和町と横手市に絞られた上、1989年3月には高速道路の開通によって地理的に有利だった横手市に決定した。
建設地は横手インターチェンジにほど近い場所で、かつてゴルフ場の造成が進んでいた場所だったが、完成前に頓挫している。
愛称である「Kamakuland・かまくらんど」は公募によって選考されたもので、約3,300点の応募があった。横手の伝統行事であるかまくらに由来するもので、1991年6月に決定した。

### 開村後
総事業費約168億円をかけて建設が進み、1994年（平成6年）4月20日に開村した。ふるさと村の開業後には周辺にジャスコ横手南店（現・イオンスーパーセンター横手南店）や横手サティ（現・イオン横手店）、フレスポよこてなどの商業施設が次々と開業するなど周辺の事情も変化した。開村当初は入村料（大人800円、高校・大学生600円、小・中学生400円）を徴収しており、オープン年の来村客数は約63万人となった。ただ、翌年以降は来村客数は減少傾向が続き、1997年（平成9年）には約20万人台とオープン当初の3分の1の客数となった。それに伴い赤字も膨らみ、1996年（平成8年）度には1億1,000万円の赤字に陥った。
来村客数の減少に伴う赤字経営を打破するため、入村料の半額化や一時的な無料化などを実施するなどして若干の効果を得るが、入村客数増加へは繋がらなかった。そこで、1999年（平成11年）に入村料を完全に無料化。さらに経営のスリム化を図った他、スノーホワイト城のコンセプトを転換し、ワンダーキャッスルへと名称を変えるなど、代わり映えしない展示や施設をリニューアルし、施設に対する再投資を行った。その結果、来村客数はV字回復し、オープン当初を超える70万人台（2002年）まで回復した。なお、2019年（令和元年）の来村客数は65万人となっており、2018年（平成30年）8月11日には累計来村客数が1,500万人を突破した。
2021年3月20日に施設の改修工事が終わり、リニューアルオープンを迎えた。ワンダーキャッスルでは、拡張現実（AR）を用いた展示を始めとする最新のデジタル技術を導入した。星空探険館スペーシアでは、システムや座席の更新、4K解像度のプロジェクタなどが導入された。
2023年（令和5年）10月27日、秋田市・仙北市・男鹿市・鹿角市と共に県内初となる『ポケットモンスター』のキャラクターがデザインがされたマンホールの蓋「ポケふた」が当施設内に設置された。秋田ふるさと村に設置されたものはかまくらをテーマとしており、パピモッチやユキワラシがデザインされている。
新型コロナウイルス感染症の世界的流行の際には、来村客数が著しく減少したことにより、2020年度決算は1999年度以来（21期ぶり）の赤字となった。赤字額は5,731万円で、前期の442万円の黒字を大きく下回った。その後も赤字は続いたが、2023年度決算において4期ぶりの黒字へと回復し、1,260万円の黒字を計上した。

## 園内の特徴
秋田ふるさと村のパークテーマは「秋田県」であり、秋田県の観光文化の拠点として位置づけられている。ふるさと村の設置意図について「秋田県ふるさと村条例」（平成5年11月9日条例第45号）の第一条にて以下のように示されている。
園内には秋田の伝統工芸品を展示する展示館や、制作実演ができる体験工房、郷土料理を提供するフードコートやレストランなどがあり、秋田県に伝わる文化や伝統技能を体感することができる。また、トリックアートや拡張現実（AR）を用いた体験やアスレチックができる「ワンダーキャッスル」、プラネタリウムの星空探険館「スペーシア」、アリーナとステージを擁する「ドーム劇場」などどいったアミューズメント施設も併設している。プラネタリウムは直径23mで271席を擁しており、東北地方で最大規模となっている。またドーム劇場では様々なイベントが開催されており、1999年7月（秋田では初）、2000年7月にはモーニング娘。のコンサートを開催した。2009年9月には、『第4回B-1グランプリ in YOKOTE』の2会場のうちの1つになった（もう1会場は横手市中心部）。
すべての施設が回廊で結ばれており、全天候型の施設となっている。
なお、園は指定管理者制度によって「株式会社秋田ふるさと村」が管理・運営を行っているが、秋田県立近代美術館に限っては県が直接運営している。

## 主な園内施設
- 秋田県立近代美術館
- ドーム劇場
- 工芸展示館
- 工芸工房（伝統工芸品の店舗）
- 体験工房
- ふるさと市場（土産品コーナー）
- ふるさと料理館（レストラン街）
- もぐもぐ広場（軽食コーナー）
- わんぱく広場（屋外大型遊具）

アトラクション
- ワンダーキャッスル（トリックアート、屋内アスレチック、ボールプール）
- 星空探険館「スペーシア」（プラネタリウム）
- マックストレイン ノブくん号（汽車型の園内周遊車）

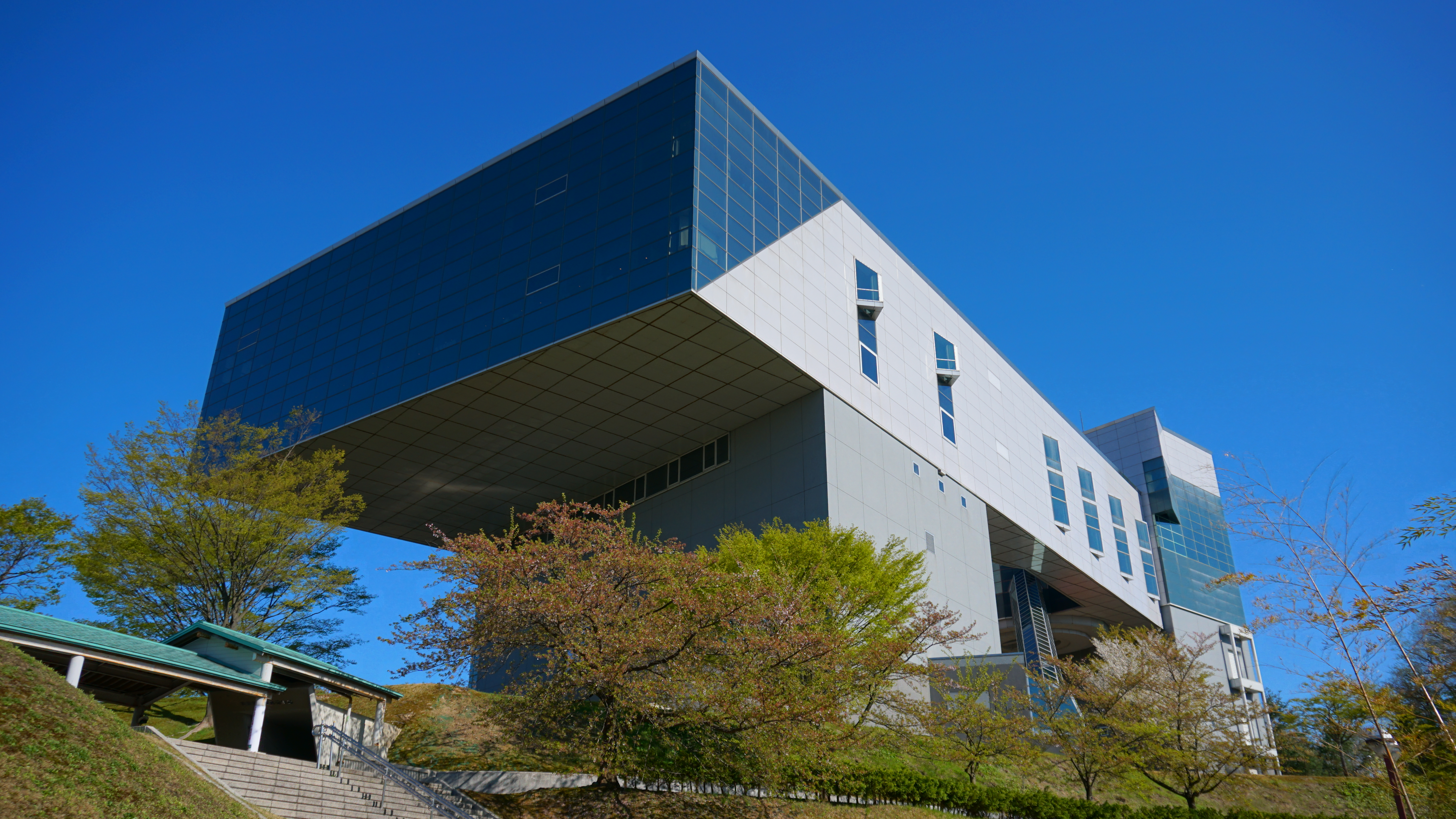
秋田県立近代美術館
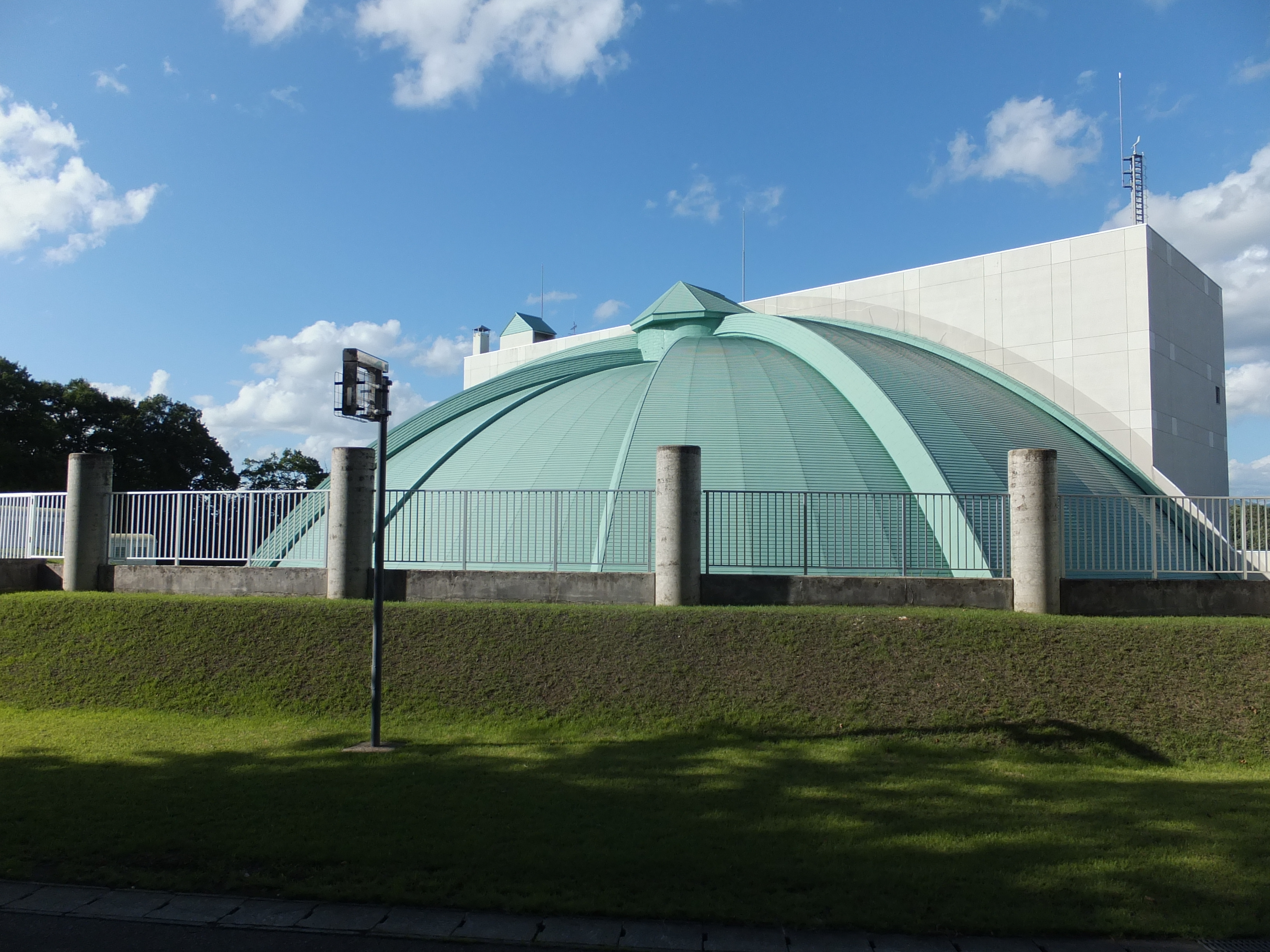
ドーム劇場
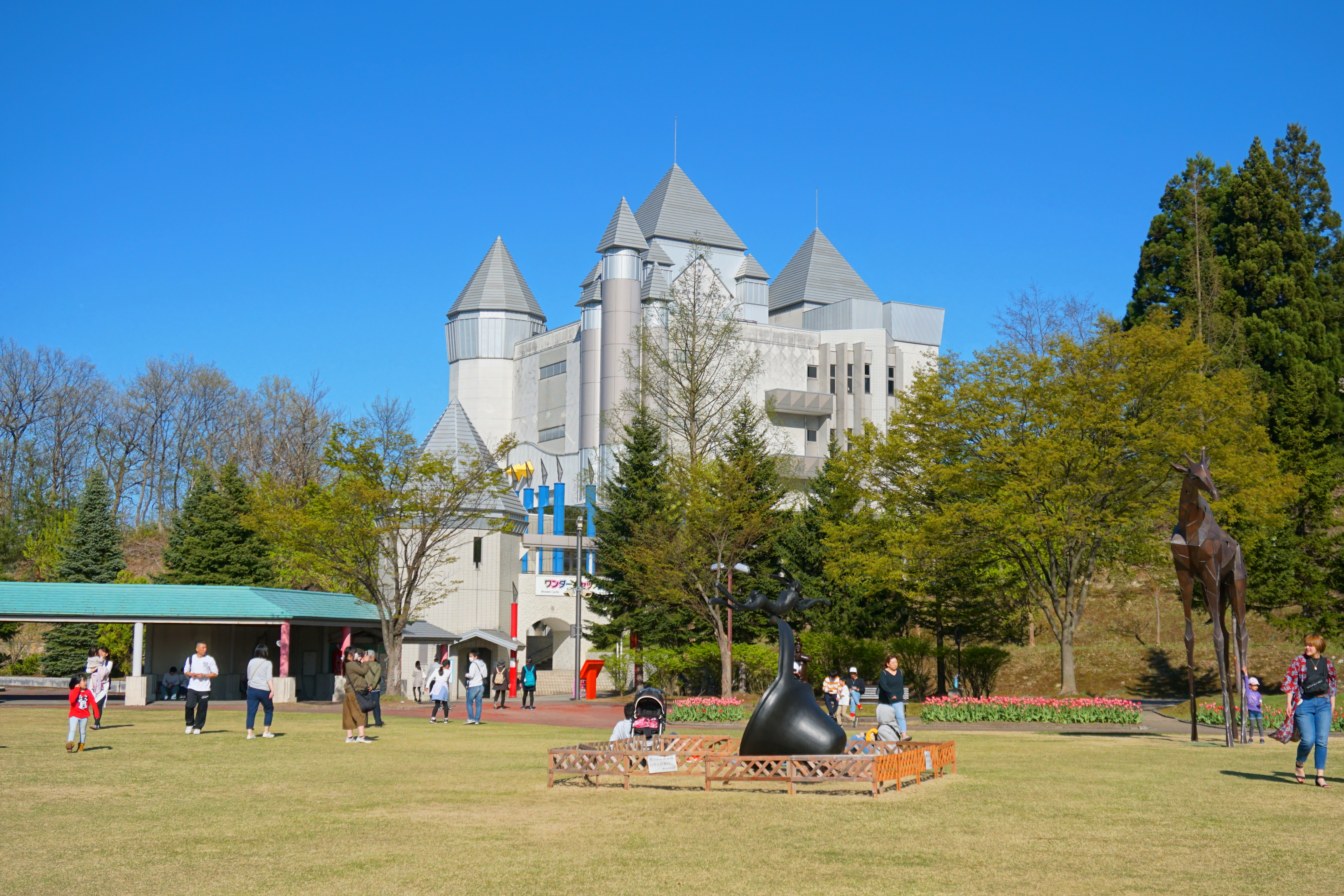
彫刻広場から望むワンダーキャッスル
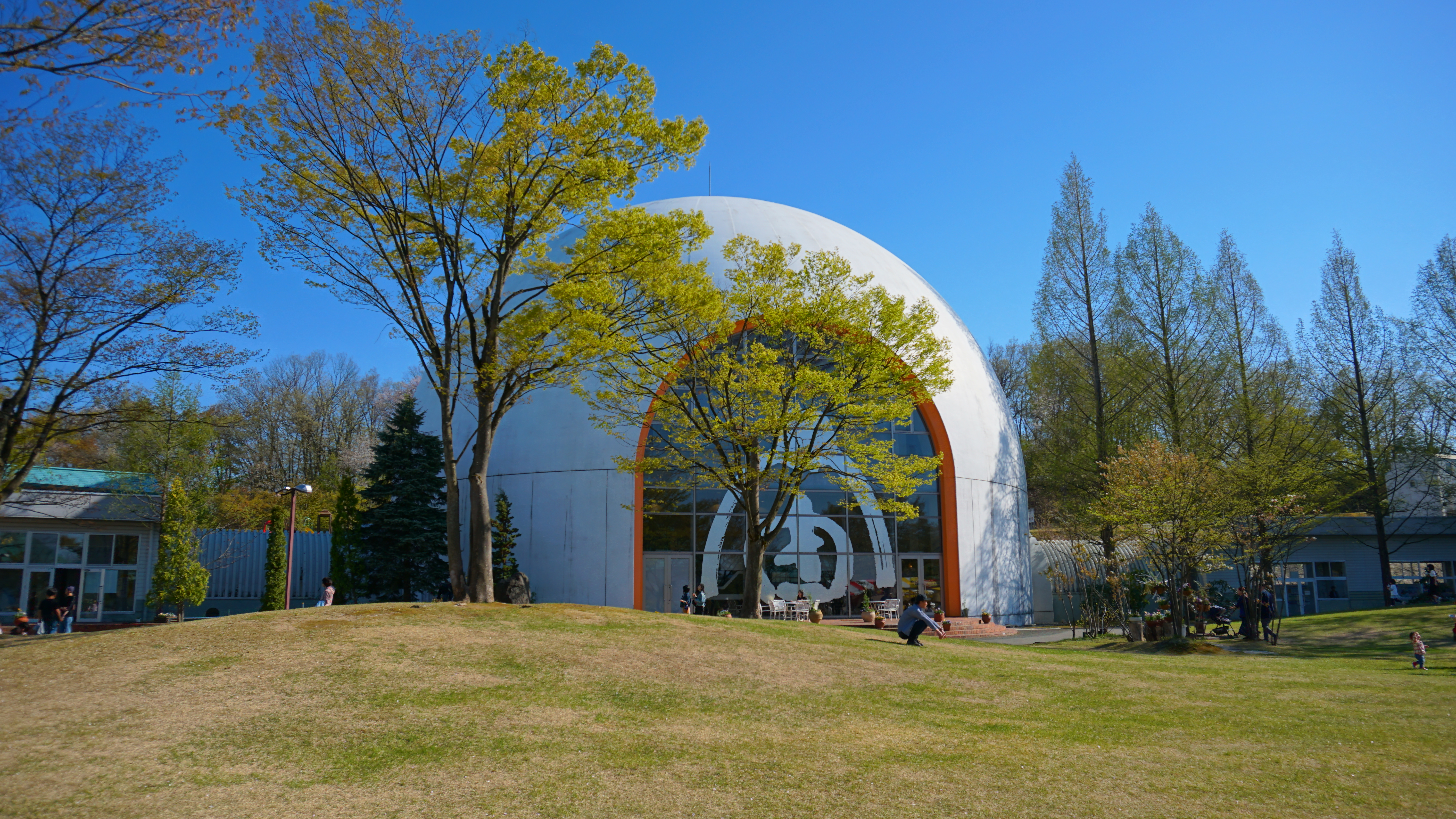
星空探検館「スペーシア」
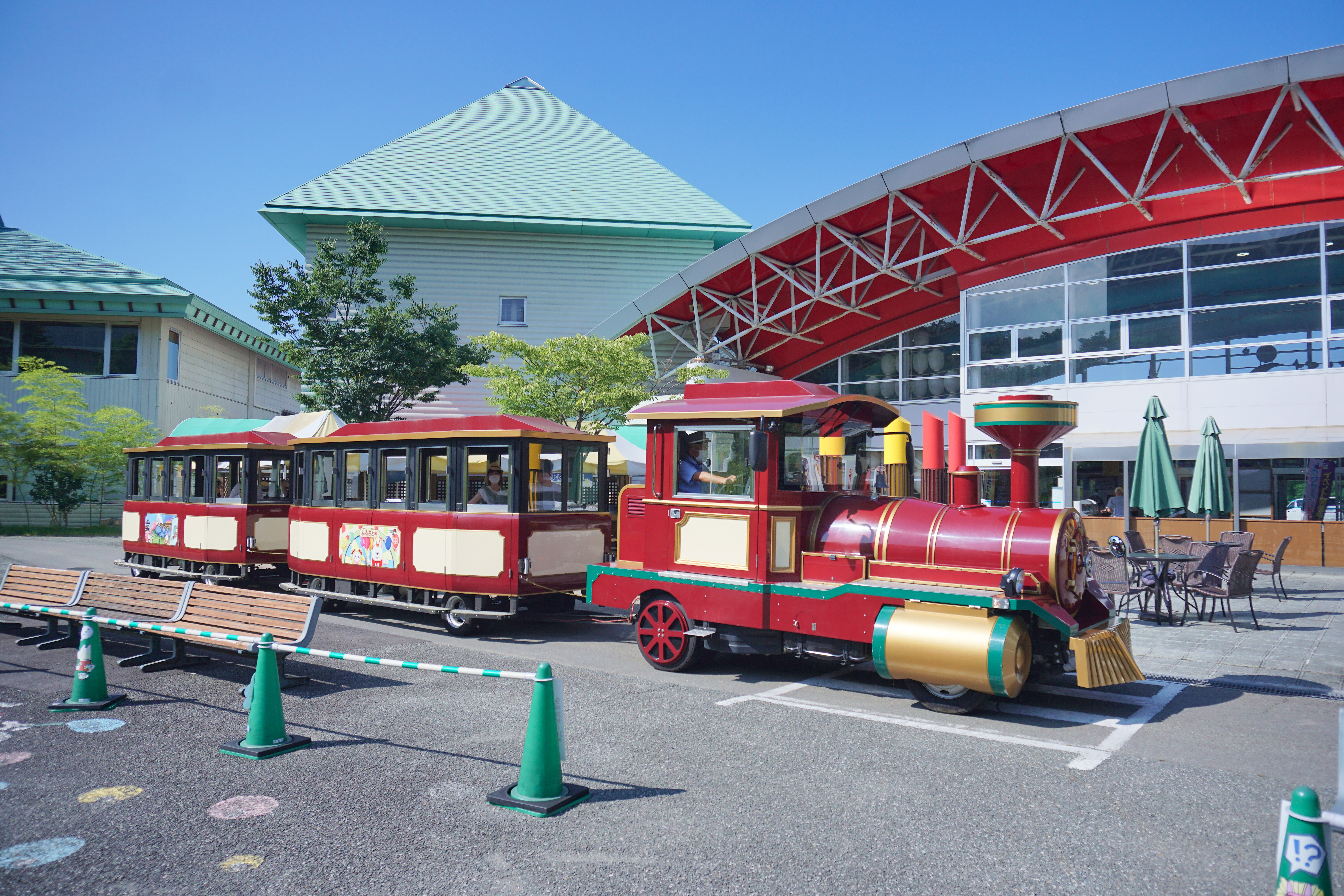
マックストレイン

## マスコット
以下のマスコットキャラクターが存在する。
- ノブ - メインキャラクター。秋田犬がモデルで、名前は白瀬矗に由来する。
- ノンちゃん - ノブのの妹で、両耳についたリボンが特徴的。2014年11月28日に新登場した。
- クッキー - 白神山地に生息するクマゲラがモデル。
- チカリ爺さん - マタギの統率者であるシカリがモデル。
- ナマハゲブラザーズ - 男鹿のなまはげがモデル。名前の通り2人組で、赤鬼には「クリムゾン」青鬼には「ビリジャン」の名前がついている。
- 小町チャン - 小野小町伝説や田沢湖の辰子姫物語などがモデル。
- ミスター・ストーン - 鹿角のストーンサークルや森吉町の遺産出土品の「石」がモデル。

## アクセス
所在地
- 秋田県横手市赤坂字富ケ沢62番地46

鉄道
東日本旅客鉄道（JR東日本） 奥羽本線・北上線 横手駅東口から羽後交通ふるさと村線（土日）または朝日が丘線（平日）で15分
バス
羽後交通 ふるさと村線・朝日が丘線「秋田ふるさと村」停留所から徒歩すぐ。
横手市循環バス「イオンスーパーセンター西口」停留所から徒歩約8分。
自動車
E46 秋田自動車道 / E13 東北中央自動車道 横手ICから約3分
E46 秋田自動車道 横手北スマートICから約10分

## 周辺
- 赤坂総合公園（隣接）
  - 横手市赤坂総合公園野球場「グリーンスタジアムよこて」
- ホテルルートイン横手インター
- 田久保沼
- イオンスーパーセンター横手南店
- イオン横手店